# Haitham Asiri
Haitham Mohammed Asiri (en árabe: هيثم عسيري‎; Muhayil, provincia de Asir, Arabia Saudita, 25 de marzo de 2001) es un futbolista saudí. Juega de extremo y su equipo es el Al-Qadsiah FC de la Liga Profesional Saudí. Es internacional absoluto por la selección de Arabia Saudita desde 2021.

## Selección nacional
Asiri fue internacional en categorías inferiores por Arabia Saudita.
Debutó con la selección de Arabia Saudita el 1 de diciembre de 2021 ante Jordania. Fue citado para disputar la Copa Mundial de Fútbol de 2022.

### Participaciones en Copas Asiáticas
| Copa                                   | Sede       | Resultado |
| -------------------------------------- | ---------- | --------- |
| Copa Asiática Sub-23 de la AFC de 2022 | Uzbekistán | Campeón   |

### Participaciones en Copas Árabes
| Copa                       | Sede  | Resultado      |
| -------------------------- | ----- | -------------- |
| Copa Árabe de la FIFA 2021 | Catar | Fase de grupos |

### Participaciones en Copas del Mundo
| Copa                           | Sede  | Resultado      |
| ------------------------------ | ----- | -------------- |
| Copa Mundial de Fútbol de 2022 | Catar | Fase de grupos |

## Clubes
| Club          | País           | Año           |
| ------------- | -------------- | ------------- |
| Al-Ahli       | Arabia Saudita | 2020-2024     |
| Al-Qadsiah FC | Arabia Saudita | 2024-presente |

## Palmarés

### Títulos nacionales
| Título                             | Club             | País           | Año  |
| ---------------------------------- | ---------------- | -------------- | ---- |
| Segunda División de Arabia Saudita | Al-Ahli Saudí FC | Arabia Saudita | 2023 |

### Títulos internacionales
| Título                         | Selección                          | Sede       | Año  |
| ------------------------------ | ---------------------------------- | ---------- | ---- |
| Copa Asiática Sub-23 de la AFC | Selección sub-23 de Arabia Saudita | Uzbekistán | 2022 |